# Spinnin' Records
Spinnin' Records is een Nederlands platenlabel opgericht in 1999 door Eelko van Kooten en Roger de Graaf. Spinnin' is het grootste, bekendste en belangrijkste platenlabel op het gebied van dancemuziek ter wereld. Het werd in 2017 overgenomen door Warner Music Group voor ongeveer € 100 miljoen. Sinds medio 2023 zijn ze gevestigd in Amsterdam.

## Geschiedenis
Van Kooten is de zoon van de voormalige Nederlandse radio-DJ en zakenman Willem van Kooten, en werkte aanvankelijk in het bedrijf van zijn vader. Samen met Roger de Graaf, een voormalige medewerker van de danswinkel Rhythm Import, richtte Van Kooten in 1999 Spinnin' Records op. In het begin richtten ze zich op het persen van vinyl voor artiesten.
Spinnin' Records heeft naast hun hoofdlabel 25 actieve sublabels, voornamelijk gekoppeld aan specifieke artiesten. Het label biedt A&R, management, publicatie en (digitale) marketing voor artiesten waarmee ze een contract hebben. Na de overname van Spinnin' door Warner Music Group verliet medeoprichter Van Kooten het bedrijf, terwijl De Graaf de CEO werd.
Spinnin' biedt onderdak aan veel bekende dance-, house- en trance-dj's, en artiesten als Nicky Romero, Alesso, Afrojack en Sander van Doorn. Het platenlabel heeft vele sublabels, waaronder Sander van Doorn's Doorn Records, Tiësto's Musical Freedom, Sam Feldt's Heartfeldt Records en in het verleden ook Don Diablo's Hexagon en Oliver Heldens' Heldeep Records.
Het label staat in de top 100 van veel online muziekwinkels, zoals Beatport. Succesvolle nummers als Epic van Quintino, Toulouse van Nicky Romero, Animals van Martin Garrix, Pressure van Nadia Ali, Starkillers en Alex Kenji in de Alesso-remix zijn uitgebracht onder Spinnin' Records.
Het label concentreert zich vooral op commercial house, progressive house en electrohouse, maar richt zich onder zijn sublabels tegenwoordig ook meer op de latin, deephouse en tech house. Toen het label zijn opmars maakte, introduceerde het ook artiesten die future house en future bounce maakten. Ze staan ook bekend als het label dat artiesten zoals Tchami, Oliver Heldens en Don Diablo heeft laten doorbreken met deze twee genres.
Op 7 september 2017 werd bekend dat de Warner Music Group voor meer dan 100 miljoen dollar Spinnin' Records overneemt. Het bedrijf bleef gevestigd in Nederland en een aanzienlijk deel van het personeel is nog steeds afkomstig uit Nederland. De overname heeft geleid tot een breder bereik en verbeterde strategieën voor de (Zuid-)Amerikaanse, Chinese en Aziatische markt.
Spinnin' kreeg al snel de status als grootste, bekendste en invloedrijkste platenlabel op gebied van elektronische muziek.

## Selectie van artiesten
Artiesten die platen hebben uitgebracht bij het label zijn onder anderen:
- 4 Strings
- Afrojack
- Alesso
- Avicii
- Barthezz
- Basto
- Bingo Players
- Booty Luv
- Borgeous
- Borgore
- Bougenvilla
- Calvin Harris
- Cheat Codes
- Chocolate Puma
- Digitalism
- Dimitri Vegas & Like Mike
- Don Diablo
- Dr. Kucho!
- DVBBS
- Edward Maya
- EliZe
- Eric Prydz
- Fox Stevenson
- Hardwell
- Headhunterz
- Ian Carey
- Inna
- Jay Hardway

- Judge Jules
- Jonas Aden
- Lucas & Steve
- KSHMR
- Martin Garrix
- Martin Solveig
- Mike Mago
- NERVO
- Oliver Heldens
- Peter Gelderblom
- Quintino
- Ray & Anita
- Ron van den Beuken
- RSCL
- Sam Feldt
- Sander van Doorn
- Shaun Frank
- Showtek
- Sidney Samson
- Sied van Riel
- Steff da Campo
- Steve Aoki
- Studio Killers
- Tiësto
- Tony Junior
- Vicetone
- Watermät
- Yellow Claw
- Yolanda Be Cool

## Prijzen
- 2015: Beste indie-label[3]
- 2015: YouTube Diamond Award[4]
- 2016: Best Global Music Label[5]